# Posejdippos z Kassandrei
Posejdippos (III wiek p.n.e.) – starożytny komediopisarz grecki, przedstawiciel komedii nowej.
Po raz pierwszy swoje komedie wystawił w 291/290 p.n.e. Łącznie odniósł 4 zwycięstwa podczas Dionizjów. Miał być twórcą 30 komedii, z których do dzisiejszych czasów znane są tytuły 18 z nich oraz 40 ich fragmentów.
Naśladowany był przez Rzymian, między innymi przez Cecyliusza oraz Sekstusa Turpiliusza.